# Лохусуу (волость)
Лохусуу (ест. Lohusuu vald) — волость в Естонії, у складі повіту Іда-Вірумаа. Волосна адміністрація розташована в селищі Лохусуу.

## Розташування
Площа волості — 104,5 км², чисельність населення становить 751 особа.
Адміністративний центр волості — сільське селище (ест. alevik) Лохусуу. Крім того, на території волості знаходяться ще 9 сіл: Вілусі (Vilusi), Йиеметса (Jõemetsa), Калмакюла (Kalmaküla), Кярасі (Kärasi), Нінасі (Ninasi), Піілсі (Piilsi), Раадна (Raadna), Сепара (Separa), Тамміспяя (Tammispää).